# André Frossard
André Frossard (Saint-Maurice-Colombier, Doubs, 14 de gener de 1915 - Versalles, 2 de febrer de 1995) va ser un periodista i escriptor francès.
El seu pare fou Ludovic-Oscar Frossard, un dels fundadors històrics, i líder durant 31 anys, del Partit Comunista Francès. La seva mare era atea d'origen protestant. Els seus pares li van donar una educació atea, però als 20 anys, el 8 de juliol del 1935 va tenir una conversió instantània a l'Església Catòlica quan va entrar a una capella del carrer Ulm de París per buscar a un amic. En el seu best seller del 1969 Déu existeix, jo me'l vaig trobar, va explicar que abans d'aquest moment "m'hagués sorprès tant de veure'm catòlic a la sortida d'aquesta capella, com de veure'm convertit en girafa a la sortida del zoo. Per això va decidir batejar-se i ho va fer el 8 de juliol del 1935.
El setembre del 1936 es va incorporar a l'armada francesa i va estar mobilitzat fins al febrer del 1941, temps en què va fer de mariner, capatàs, secretari d'oficial i oficial de xifra. Es va incorporar a la resistència francesa quan va tornar a casa. Va ser arrestat per la Gestapo a Lió el 10 de desembre de 1943, i internat a un barracó per a jueus de la presó de Montluc de Lió. Va ser un dels set supervivents d'aquest barracó, del que 72 van morir assassinats a Bron el 17 d'agost de 1944. Quan va sortir de la presó va ser tornat a cridar per part de l'armada fins al desembre del 1945. Va ser condecorat amb la Legió d'Honor a títol militar, i ascendit a oficial pel general Charles de Gaulle.
Després de la guerra va ser redactor en cap del setmanari Temps présent, on va succeir a Hubert Beuve-Méry, fundador de Le Monde. També va ser redactor en cap de L'Aurore i Le Nouveau Candide, cronista de Le Point i RTL, i editorialista de Paris-Match, entre d'altres. Des del 1946 escrivia una columna diària, primer a L'Aurore, i després a Le Figaro. Va escriure més de 15.000 articles i va pronunciar diverses conferències sobretot a Itàlia. La majoria dels seus 31 llibres publicats són d'inspiració religiosa.
Fou escollit per l'Acadèmia Francesa el 1987 pel seient 2, succeint a René de Castries, el mateix dia que l'historiador Georges Duby.
Fou molt amic dels papes Pau VI i Joan Pau II.

## Obra
- La Maison des otages (1946)
- Histoire paradoxale de la IVe République (1954)
- Le Sel de la terre (1956)
- Voyage au pays de Jésus (1958)
- Les Greniers du Vatican (1960)
- Votre humble serviteur, Vincent de Paul (1960)
- Dieu existe, je l'ai rencontré (1969)
- La France en général (1975)
- Il y a un autre monde (1976)
- Les trente-six preuves de l'existence du diable (1978)
- L'art de croire (1979)
- N'ayez pas peur, dialogue avec Jean-Paul II (1982)
- La Baleine et le Ricin (1982)
- L'Évangile selon Ravenne (1984)
- Le Chemin de croix, au Colisée avec Jean-Paul II (1986)
- N'oubliez pas l'amour, la Passion de Maximilien Kolbe (1987)
- Le Crime contre l'humanité (1988)
- Portrait de Jean-Paul II (1988)
- Le Cavalier du Quai Conti (1988)
- Dieu en questions (1990)
- Le Monde de Jean-Paul II (1991)
- Les grands bergers (1992)
- Excusez-moi d'être français (1992)
- Défense du Pape (1993)
- L'Evangile inachevé (1995)

## Medalles i honors
- Legió d'Honor
- Creu de la guerra 1939-1945
- Médalla de la Résistance